# Мунія золотохвоста
Му́нія золотохвоста (Lonchura vana) — вид горобцеподібних птахів родини астрильдових (Estrildidae). Ендемік Індонезії.

## Опис
Довжина птаха становить 10 см. Виду не притаманний статевий диморфізм. Обличчя біле, решта голови білувато-сіра, верхня частина тіла темно-коричнева. Горло і верхня частина грудей чорнувато-коричнева, відділені білуватою смугою від охристо-коричневої решти нижньої частини тіла. Надхвістя і хвіст блідо-жовтуваті. Очі темно-карі, дзьоб сірий, лапи сіруваті.

## Поширення і екологія
Золотохвості мунії мешкають в горах Арфак і Тамрау на півночі півострова Чендравасіх, поблизу озера Анггі-Гігі. Вони живуть на вологих високогірних луках та на болотах. Зустрічаються парами або невеликими сімейними зграйками, на висоті від 1900 до 2000 м над рівнем моря. Живляться насінням трав.

## Збереження
МСОП класифікує цей вид як вразливий. За оцінками дослідників, популяція золотохвостих муній становить від 2500 до 10000 птахів. Їм загрожує знищення природного середовища.